# Zonocryptus
Zonocryptus is een geslacht van insecten uit de orde vliesvleugeligen (Hymenoptera) en de familie Ichneumonidae.

## Soorten
- Z. analis (Waterston, 1927)
- Z. angustus (Waterston, 1927)
- Z. areolatus (Waterston, 1927)
- Z. caudatus (Waterston, 1927)
- Z. contractus (Waterston, 1927)
- Z. dimidiatus (Waterston, 1927)
- Z. fervidus (Tosquinet, 1896)
- Z. formosus (Brulle, 1846)
- Z. latifascia (Waterston, 1927)
- Z. linearis (Waterston, 1927)
- Z. luctor (Thunberg, 1822)
- Z. nigeriensis (Waterston, 1927)
- Z. pulchripennis (Szepligeti, 1916)
- Z. robustus (Waterston, 1927)
- Z. rufipes (Cameron, 1906)
- Z. sphingis Ashmead, 1900
- Z. splendens (Waterston, 1930)
- Z. superbus (Szepligeti, 1916)
- Z. tosquinetii (Dalla Torre, 1902)
- Z. vittatus (Tosquinet, 1896)